# Вязовица (Калинковичский район)
Вязовица (бел. Вязавіца) — деревня в  Калинковичском районе Гомельской области Беларуси. В составе Липовского сельсовета.

## География

### Расположение
В 41 км на северо-восток от Калинкович, 8 км от железнодорожной станции Холодники (на линии Жлобин — Калинковичи), 122 км от Гомеля.

### Гидрография
На юге мелиоративные каналы.

## Транспортная сеть
Транспортные связи по просёлочной, затем автомобильной дороге Гомель — Лунинец. Планировка состоит из прямолинейной улицы с 2 переулками, ориентированной с юго-запада на северо-восток. Застройка двусторонняя, деревянная усадебного типа.

## История
По письменным источникам известна с XVIII века как деревня в Мозырском уезде Минской губернии. В 1737 году в составе поместья Липов, владение Горватов. В 1879 году обозначена в числе селений Липовского церковного прихода. Согласно переписи 1897 года действовали хлебозапасный магазин. В 1908 году в Карповичской волости Речицкого уезда Минской губернии.
В 1929 году организован колхоз. Действовала начальная школа (в 1935 году 110 учеников). Во время Великой Отечественной войны в декабре 1943 оккупанты сожгли 85 дворов и убили 6 жителей. 65 жителей погибли на фронте. Согласно переписи 1959 года в составе экспериментальной базы «Липов» (центр — деревня Липов).

## Население

### Численность
- 2004 год — 93 хозяйства, 177 жителей.

### Динамика
- 1834 год — 28 дворов, 116 жителей.
- 1897 год — 238 жителей (согласно переписи).
- 1908 год — 54 двора, 274 жителя.
- 1940 год — 91 двор, 373 жителя.
- 1959 год — 507 жителей (согласно переписи).
- 2004 год — 93 хозяйства, 177 жителей.